# 8704 Садакане
8704 Садакане (8704 Sadakane) — астероїд головного поясу, відкритий 17 грудня 1993 року.
Тіссеранів параметр щодо Юпітера — 3,659.
Названо на честь Садакане (яп. さだかね(定金) садакане).